# Прайм-рейт
Прайм-ре́йт (от англ. prime rate — «базисная ставка») — термин, используемый для характеристики основной, базовой, первоклассной процентной ставки рынка банковских кредитов в различных странах.
В разных странах в качестве прайм рейт применяются различные индикаторы рынка банковских кредитов.

## Соединённые Штаты Америки

В США в качестве базы для определения прайм рейт служит ставка по федеральным фондам. Изменение этого показателя за 1954—2009 годы представлено на рисунке. Prime rate= Federal Funds Rate + 3 %

## Великобритания
В Великобритании в качестве прайм-рейта используется Лондонская межбанковская ставка предложения (LIBOR). Данная ставка, которая в силу своей известности и в силу того, что Лондонский межбанковский рынок кредитов является лидирующим в мировых финансах, часто используется в качестве основы для рынков других стран.

## Россия
В России в качестве прайм рейт применяется ставка MosPrime Rate.